# FUAN-Caravella
FUAN-Caravella — структурное подразделение итальянской неофашистской студенческой организации FUAN в Римском университете Ла Сапиенца. Легально действовала в 1948—1968, неформально — до 1990-х.

## Студенческий неофашизм в Риме
Организация была основана в 1948 году под названием Caravella — «Каравелла». Инициаторами создания выступили студенты Римского университета Ла Сапиенца, состоявшие в неофашистской партии Итальянское социальное движение (MSI) и её аффилированной структуре Raggruppamento giovanile studenti e lavoratori — «Группировка студенческой и рабочей молодёжи». 
После учреждения общенационального FUAN в 1950 «Каравелла» приняла функции местного структурного подразделения и название FUAN-Caravella.

## Идеология, союзники, активность
Первым председателем FUAN-Caravella стал видный неофашистский активист Джулио Карадонна, представитель радикального крыла MSI, впоследствии председатель FUAN. Под его руководством «Каравелла» превратилось в заметную силовую структуру MSI, сотрудничала с Национальным авангардом (AN). Членом FUAN-Caravella являлся идеолог анархо-фашизма Марио Мерлино, близкий соратник основателя AN Стефано Делле Кьяйе. 
В идеологии организации проявлялись — в меньшей степени — не только неофашистские, но и «наци-маоистские» мотивы.
В то же время «экипаж чёрной Каравеллы» занимался волонтёрской деятельностью — в частности, активисты участвовали в ликвидации последствий землетрясения на Сицилии 1968 года.

## Валле-Джулия. Запрещение и продолжение
1 марта 1968 члены FUAN-Caravella участвовали в битве в Валле-Джулии. 16 марта 1968 группа во главе с Карадонной вступила в массовую драку с левыми студентами на филологическом факультете. После этого организация официально была запрещена, но фактически продолжала свою деятельность в 1970—1980-х годах.
В настоящее время название Caravella сохраняют крайне правые студенческие организации во Флоренции, Кальяри, Турине. Бывший руководитель FUAN-Caravella Бьяджо Кацциола являлся одним из организаторов массовых беспорядков в Генуе июля 2001 года.